# دیگر نمی‌توانی روی صحنه آن کار را بکنی، جلد ۴
«دیگر نمی‌توانی روی صحنه آن کار را بکنی، جلد ۴» (به انگلیسی: You Can't Do That on Stage Anymore, Vol. 4) آلبومی از هنرمند اهل ایالات متحده آمریکا فرانک زاپا است که در سال ۱۹۹۱ میلادی منتشر شد.